# Обойма (часть оружия)

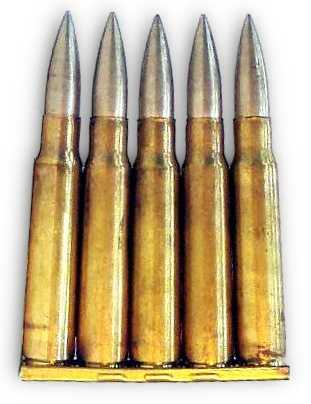
Винтовочные патроны в обойме.

Обо́йма патро́нная (оруже́йная) — изделие (приспособление), объединяющее несколько патронов вместе и служащее для облегчения и ускорения заряжания стрелкового оружия и малокалиберных пушек, то есть их магазинов.
По способу наполнения (заряжания) магазина оружия патронная обойма подразделяется на два типа для:
- заряжание пачками, патроны вкладываются в магазин вместе с обоймой;
- заряжание из обоймы, патроны в магазин выталкиваются из обоймы, а обойма отбрасывается прочь.

Термин «обойма» зачастую неправильно применяется некоторыми по отношению к магазину (к примеру, в словосочетании «разрядить всю обойму», распространённом в фильмах и видеоиграх).

## История
Впервые в военном деле заряжание ручного огнестрельного оружия при помощи обоймы пачечного заряжания было применено в австрийском ружье системы Манлихера, образца 1886 года. Обойма для этого ружья делалась из листовой стали на пять патронов, которые удерживались боковыми желобками за шляпки и пружинными отогнутыми внутрь верхними и нижними краями боковых стенок обоймы, для облегчения снабжённых вырезами, и вставлялась в неотъёмный магазин ружья (винтовки). На задней стенке обоймы имелся выступ для заскакивания защёлки магазинной коробки, когда обойма с патронами была дослана до места.  По израсходовании патронов обойма выпадала через окно в дне магазина. 
Ранее в России имперского периода, в деревянный укупорочный ящик помещали от двух до четырёх укупорочных коробок (военный жаргон «цинк» или «цинка»), а в запаянную оцинкованную коробку укладывалось 20 картонных пачек, в которые для хранения были помещены 15 штук ружейных или револьверных патронов с обоймами.

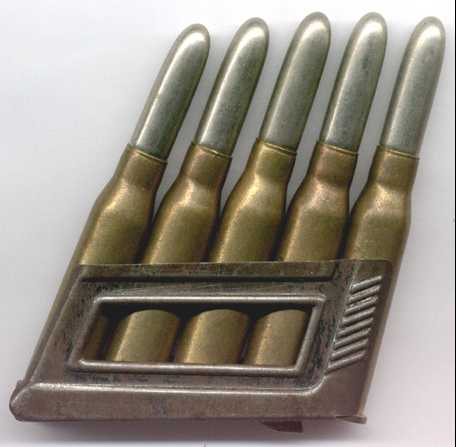
Трапециевидная обойма пачечного заряжания, для ружья системы Манлихера, образца 1895 года.
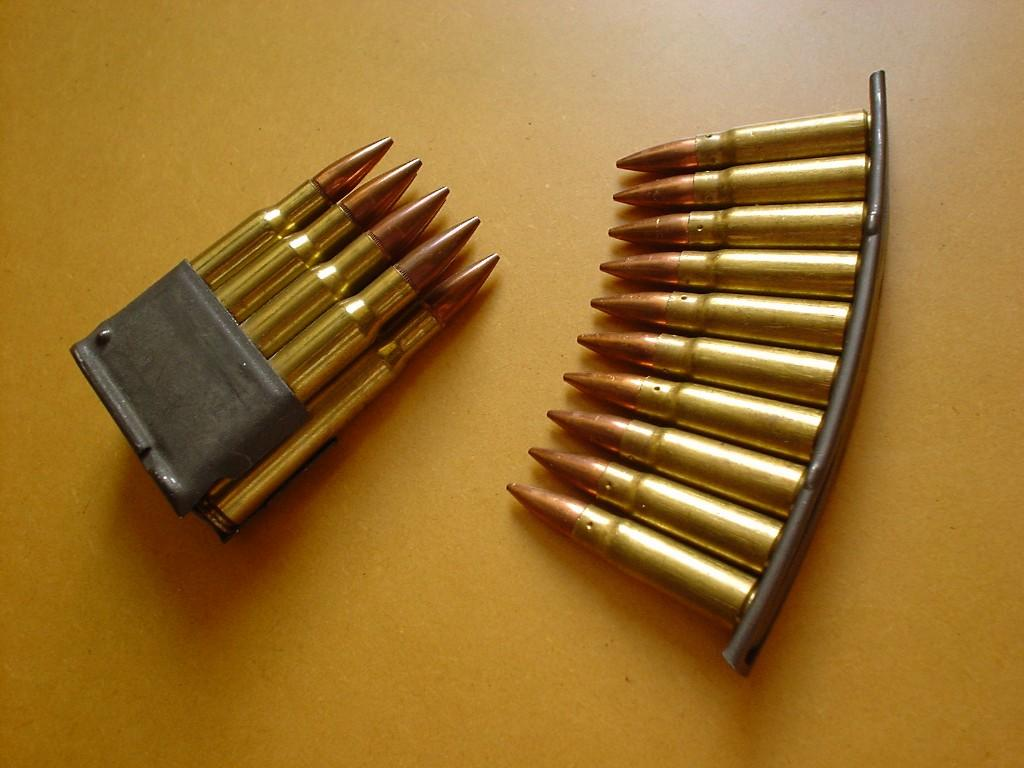
Обоймы М1 Гаранд (M1 Garand) и СКС (справа).
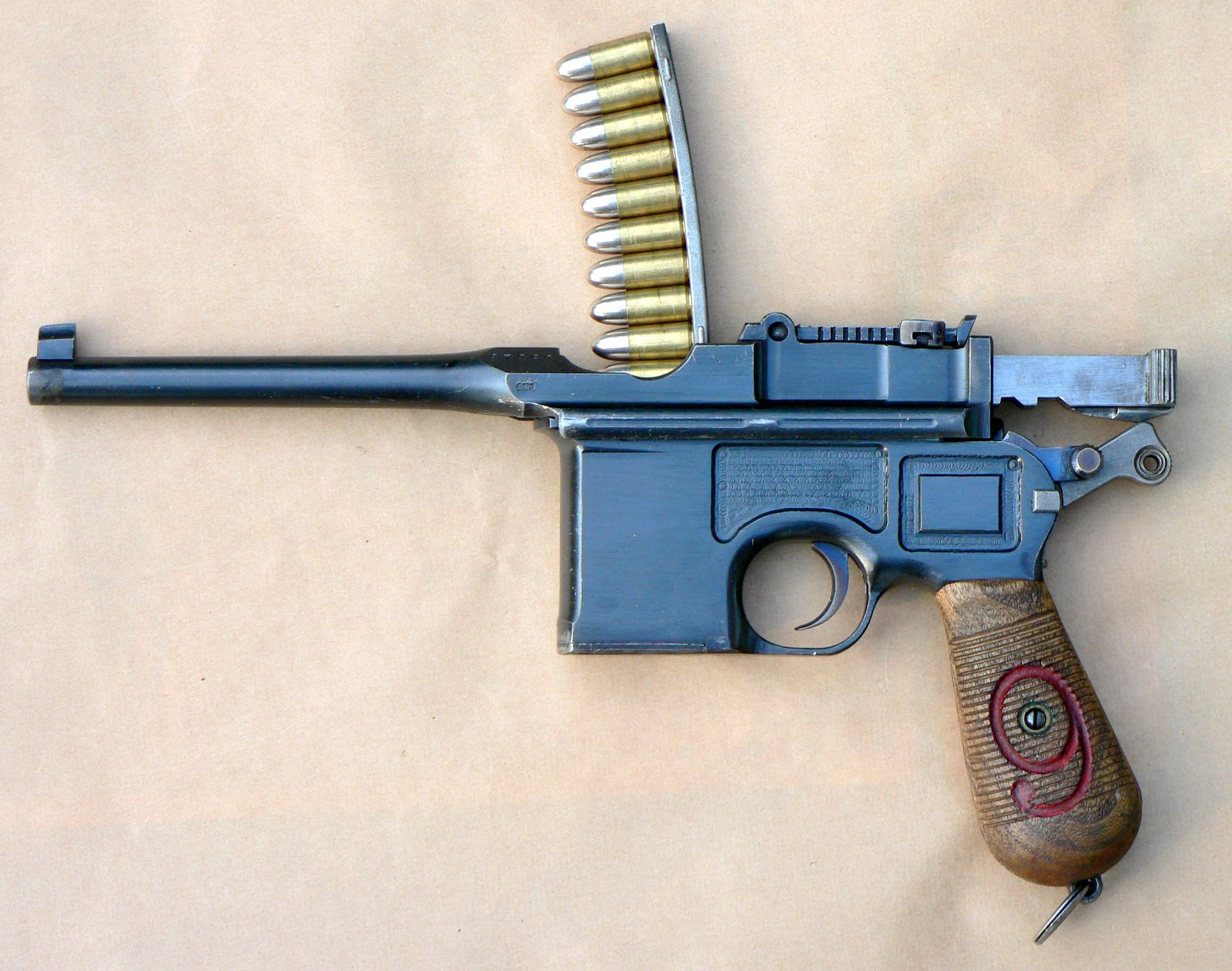
Заряжание неотъёмного магазина пистолета Mauser C96 обр. 1916 года с помощью обоймы.
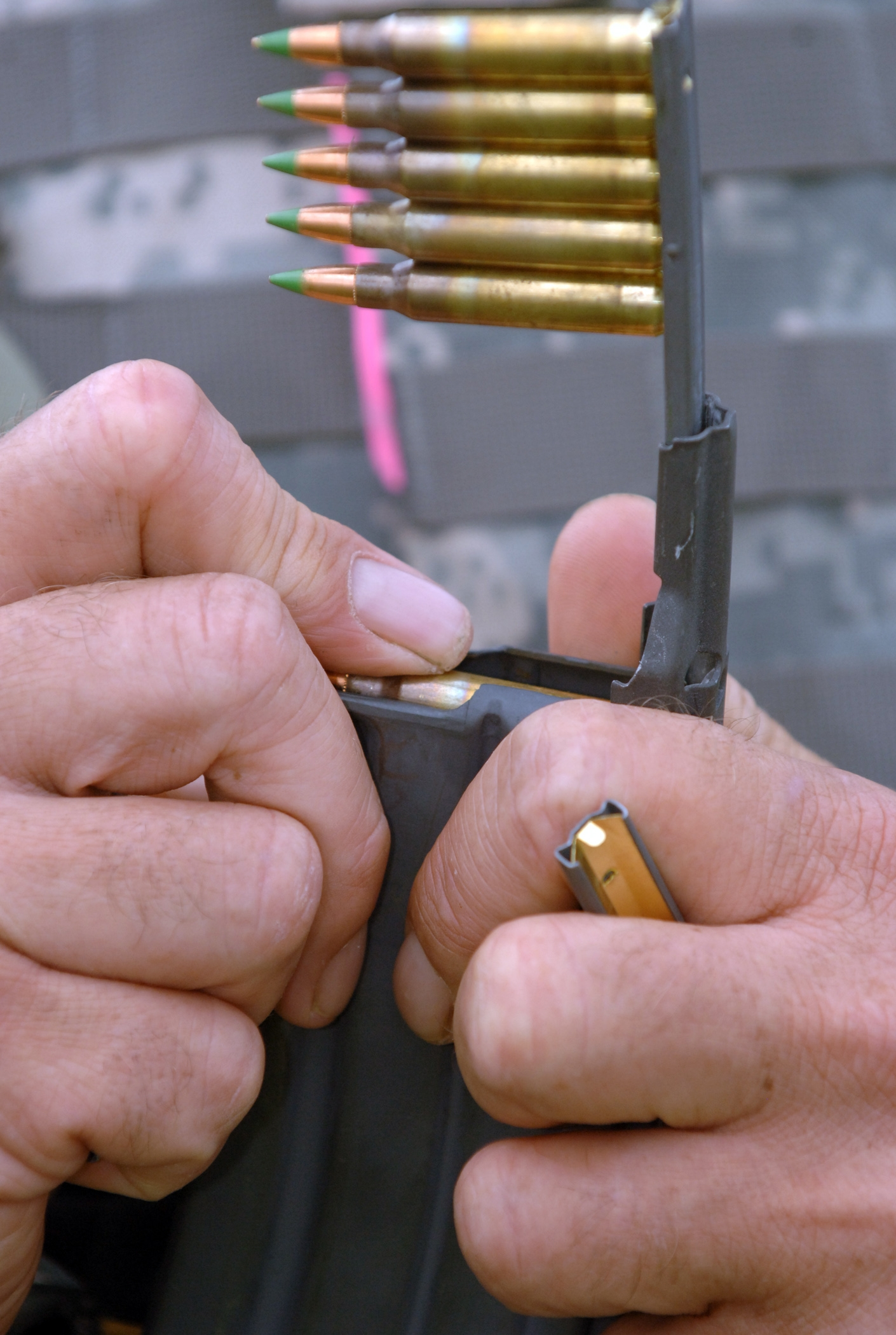
Заряжание магазина автоматической винтовки (автомата) М16 с помощью обоймы и специального переходника.

## Назначение
Обойменное заряжание первоначально применялось на магазинных винтовках с последней четверти XIX века. Они имели постоянные (несъёмные) магазины, и единственным способом их быстрого перезаряжания была обойма.
С появлением новых образцов оружия, имевших более ёмкие съёмные (сменные) магазины (автоматических винтовок, автоматов, ручных пулемётов), в них, как правило, с целью сохранения логистики боеприпасов предусматривалась возможность снаряжать уже сам магазин из стандартных винтовочных обойм — либо в установленном на оружие виде через специальные направляющие на ствольной коробке, либо при помощи специального устройства, прилагаемого к оружию.
Также обоймы применяются при заряжании пистолетов с несъёмными магазинами (Mauser C96, Steyr M1912), крупнокалиберных пулемётов и малокалиберных пушек (37-мм автоматическая зенитная пушка образца 1939 года (61-К)).
Патроны могут быть снаряжены в обоймы на заводе-изготовителе и уже в таком виде поставляться заказчику. Для ношения обойм с патронами используется подсумок.

## Конструкция
Обойма обычно представляет собой тонкую стальную планку, имеющую по краям направляющие зацепы (бортики), в которые вставляются закраины патронных гильз. В обойму помещается, как правило, от 5 до 10 патронов, возможно и больше в зависимости от модели оружия.
На ствольной коробке оружия делаются особые направляющие, в которые вставляют конец обоймы, а затем нажатием пальца выталкивают все патроны из обоймы в магазин. Затем обойму вынимают из направляющих и закрывают затвор, досылая патрон. В некоторых системах (например, в винтовке Mauser 98k) не нужно вынимать пустую обойму — если энергично закрыть затвор, она удаляется автоматически. Для снаряжения съёмных магазинов из обойм применяют переходники, которые надеваются на горловину магазина. Такой переходник может прилагаться к упаковке патронов.
Следует отличать собственно обойму от пачки. Разница в том, что пачка с патронами вставляется внутрь магазина и находится там вплоть до полного израсходования патронов, после чего удаляется через открытое окно вверху или внизу ствольной коробки. Находясь в магазине, пачка удерживает в нём патроны и направляет их при досылании в патронник. Обойму же используют только при заряжании оружия.
Правда, такое различие между пачкой и обоймой имеется только в русскоязычной терминологии. До издания А. Б. Жука «Энциклопедия стрелкового оружия» использовалось также название «обойма для пачечного заряжания», а термин «пачка» ВЭС назван просторечным. Например, в английском языке и то, и другое обычно называют одним словом clip (en-bloc clip — «пачка», stripper clip — «обойма»).

## Галерея

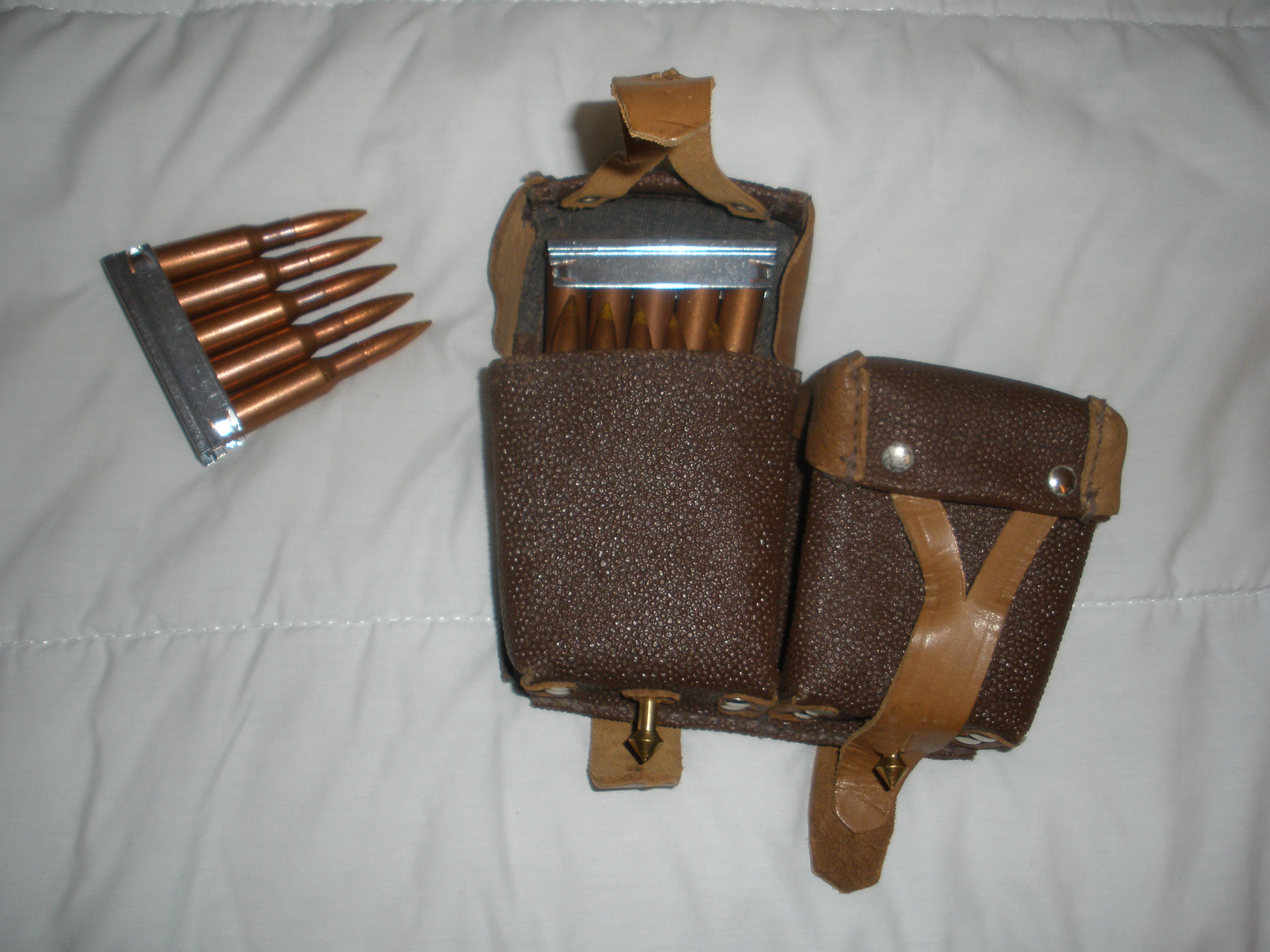
Боекомплект к винтовке Мосина, снаряжённый в обоймы и уложенный в патронные сумки.
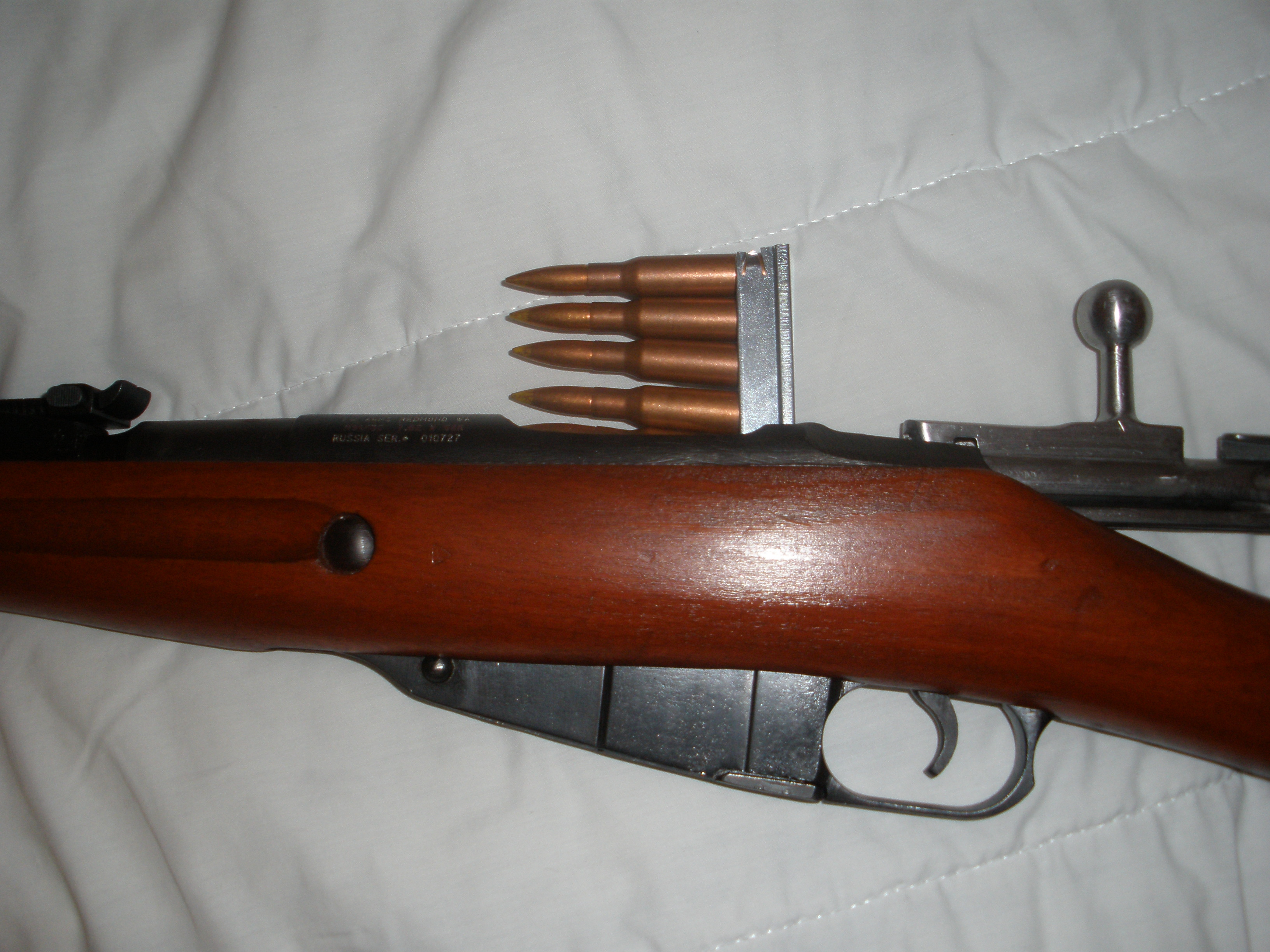
Снаряжение серединного магазина винтовки Мосина из обоймы.
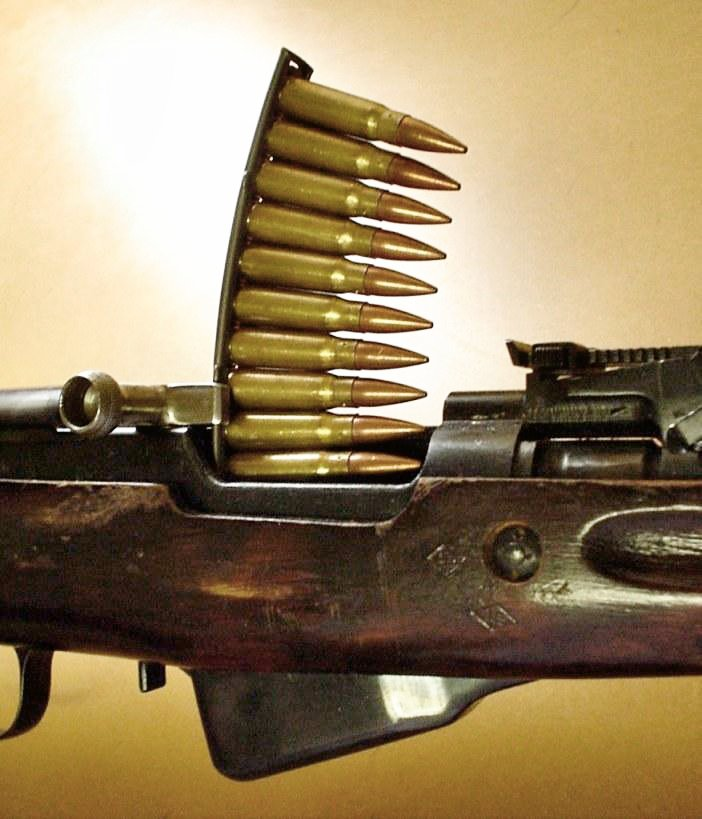
Заряжание серединного магазина самозарядного карабина СКС с помощью обоймы на 10 патронов.